# Omar Campos
Omar Antonio Campos Chagoya (ur. 20 lipca 2002 w mieście Meksyk) – meksykański piłkarz występujący na pozycji lewego obrońcy, reprezentant Meksyku, od 2025 roku zawodnik Cruz Azul.